# 갤럭시 엔젤

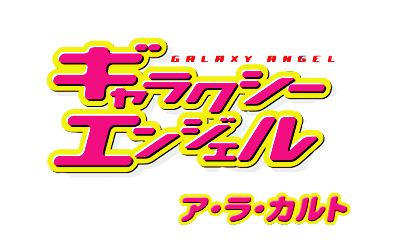

《갤럭시 엔젤》(ギャラクシーエンジェル / GALAXY ANGEL)은 일본의 캐릭터 회사 브로콜리의 미디어 믹스 작품으로 만화, 소설, 애니메이션, 게임, 뮤지컬 등 다양한 매체로 제작되었다. 로도스도 전기로 유명한 소설가 미즈노 료가 세계관 구성과 감수를 맡아서 유명하다. 뒷 이야기라면 갤럭시 엔젤은 '어린이에게 유익한 애니메이션 상'을 받은 기록도 가지고 있다.
2005년에는 속편 갤럭시 엔젤II를 발표했다. PS2 게임에 이어 애니메이션 방영도 결정된 상태.

## 캐릭터
갤럭시 엔젤 I
트랜스벌 황국
- 시바 트랜스벌(성우 : 오카무라 아케미)
- 에오니아 트랜스벌(성우 : 미키 신이치로)
- 루프트 바이첸(성우 : 나야 로쿠로)

문 엔젤대
- 밀피유 사쿠라바(성우 : 신타니 료코/이용신
- 란파 프란보와즈(성우 : 타무라 유카리/여민정
- 민트 브라만슈(성우 : 사와시로 미유키/장경희
- 포르테 슈토렌(성우 : 야마구치 마유미/주자영
- 바닐라 앗슈(성우 : 카나이 미카)/윤성혜
- 카라스마 치토세(성우 : 고토 사오리)
- 타쿠토 메이어즈(성우 : 우에다 유지)
- 레스터 쿨데러즈(성우 : 코니시 카츠유키)
- 아르모(성우 : 코구레 에마)
- 코코(성우 : 아사노 루리)
- 크로미에 쿼크(성우 : 노토 마미코)
- 크레타(성우 : 코지마 사치코)
- 케라(성우 : 오오하라 사야카)

EDEN
- 샤트얀 (성우 : 이노우에 키쿠코)
- 노아 (성우 : 타니 아스카)
- 루샤티 (성우 : 이노쿠치 유카)

VAL FASK
- 네퓨리아
- 바인(성우 : 모리노리 히사)
- 게룬

갤럭시 엔젤 II
트랜스벌 황국 - EDEN
룬 엔젤대
- 애프리콧 사쿠라바(성우 : 이나무라 유나)
- 리리 캐러멜 샤벳(성우 : 나카야마 에리나)
- 아니스 아지트(성우 : 하나무라 사토미)
- 칼루아 마죠람 / 데킬라 마죠람(성우 : 히라노 아야)
- 나노나노 푸딩(성우 : 아케사카 사토미)
- 시라나미 카즈야(성우 : 오다 히사후미)
- 나츠메 이자요이(성우 : 에노모토 아츠코)

## 용어
트랜스벌 황국
문 엔젤대가 소속되어 있는 군주제 국가로 총 128개의 별을 통치하고 있는 거대 국가.
본성은 트랜스벌.
폐황태자 에오니아의 반란으로 인해, 당시의 황제를 포함하여 중추에 있던 사람이 거의 살해당해 버린다.
반란의 종결후에 부흥.현재의 통치자는 여황제 시바.
EDEN(에덴)
트랜스벌에서 로스트 테크놀로지로 불리고 있는 기술을 만들어 낸 선사 문명(성간 네트워크)의 호칭.
본성은 쥬노로서 시공진에 의해서 멸망했다고 알려져 있었으나 발 파스크의 압제에서 도망쳐 온 루샤티로부터 현존을 확인.
수백년에 걸쳐 발·파스크에 지배 당했으나 트랜스벌 황국에 의해 해방되었다.
전 은하의 정보를 취급하는 〈라이브러리〉라고 불리는 시설이 존재한다.
후의 시대( 갤럭시 엔젤II )에서는, 이쪽의 우주 그 자체를 가리키는 말이 되었다.
NEUE(노이에)
EDEN의 평행 세계에 해당하는 곳으로 미지의 공간이다.
NEUE를 지키기 위해 창설된 것이 바로 룬 엔젤대.
ABSOLUTE(절대영역)
EDEN 과 NEUE의 중간에 위치한 세계.
밀피유가 게이트 키퍼로의 능력을 가지게 된 것이 밝혀진 이후, 이곳에서 살고 있다.
Val Fask(발 파스크)
시공진(Chrono Quake)
약 600년전에 EDEN과 트랜스벌 성역을 문명을 쇠퇴시킨 대재앙.
이 재앙에 의해 장거리 이동이나 장거리 통신이 차단되어, 각 성역을 단절시켜 버렸다.
그러나 사실 원인은 발·파스크가 만들어 낸 크로노·퀘이크 폭탄이었다.
로스트 테크놀로지(Lost Technology)
고대(EDEN)의 잃어버린 기술과 그 기술로 만들어진 물건을 말한다.
원작계에서는 시공진이전의 것을 가리킨다.
게임판에서는 자세히 등장하고 있지 않지만, 애니메이션판에서 다수 등장.
원래, 문장기나 엘 시올도 로스트 테크놀로지의 산물이며, 아직도 베일에 싸여 있는 부분도 많다.
크로노 스트링 엔진(Chrono String Engine)
〈초시공현추진 기관〉이라고 번역된다.
일반적인 함선의 추진 기관.
크로노 스트링은 우주 창생의 에너지의 조각이라는 이야기도 있다.(태고의 고에너지 우주의 자취인 링상태에 닫은 극미의 우주현이라고도)
강대한 에너지를 숨기고 있으며 만일 크로노 스트링이 해방되면 전함 클래스의 함선 정도는 순식간에 날아간다.(소설판에서는 검은 달과 동등의 사이즈를 자랑하는 도시 위성 Fargo조차 날려 버리기도 한다)
이것을 중력 제어로 보충, 크로노 스트링 반응을 일으켜 대통일 레벨의 에너지를 얻는다고 하는 로스트 테크놀로지.
크로노·스트링은 확률적으로 에너지를 방출하는데, 엄청난 에너지를 방출하다가도 갑자기 뚝 하고 방출을 멈추기도 하여 업다운의 차이가 격렬하고 불안정하다.
이처럼 한개의 크로노 스트링 엔진이 방출하는 에너지는 불안정하여 그대로는 사용할 수가 없으며
안정된 에너지를 방출하기 위해서는 방출의 주기가 다른 복수의 크로노 스트링을 모아 확률을 평균화 할 필요가 있다.
그 때문에, 그 크기는 너무나 방대하여 함선 클래스의 사이즈 밖에 탑재되어 있지 않다.( 〈갤럭시 엔젤II 절대 영역의 문〉에서, 룩시올의 기관실에 방대한 크로노·스트링·엔진이 있는 것을 볼 수 있다)
예외적으로 문장기는 H.A.L.O. (후술) 시스템의 도입으로, 보다 적은 수의 크로노 스트링 엔진으로 가동할 수 있다.
덧붙여 검은 달의 기술로 만들어진 네거티브 크로노 필드에서는 엔진은 정지해 버린다.(크로노·스트링의 에너지 방출이 모두 정지한다).
크로노 브레이크 캐논(Chrono Brake Cannon)
본디 엘 시올의 주포인 에너지포.
너무나 강력한 위력을 가지고 있어서(트랜스벌 입장에서는) 분리하여 하얀 달에 보관하고 있었다.
〈Moonlit Lovers 〉에서 대 오-가브 용으로 급조된 문장기 7번기의 주 무장으로 장착되기도 했다.
이후〈Eternal Lovers 〉까지 7번기에 장착된 상태로 엘 시올에 격납된 상태로 쓰이지 않았다.
소설판에서는 크로노 브레이크 캐논은 크로노스트링·실린더 그 자체를 탄약으로서 사용하는 에너지포로 묘사되는데
실린더 내부의 크로노스트링을 강제 붕괴시켜 발생한 에너지를 발사하는 무기라고 되어 있다.
하얀 달(白き月)
EDEN의 절대 방어 시설로서 건조된 이동형 무기 공장 기지.
원래 검은 달과 최종적으로 결합되어 발 파스크에 대항할 수 있는 궁극의 방어 시스템을 구축할 계획이었다.
검은 달(黑き月)
EDEN의 절대 방어 시설로서 건조된 이동형 함선 건조 기지.
하얀 달과 최종적으로 결합되어 발 파스크에 대항할 수 있는 궁극의 방어 시스템을 구축할 계획이었다.

## 문장기(Emblem Frame)
개요
로스트 테크놀러지에 의해 만들어진 30 ~ 60m 길이의 1인승 대형 전투기를 이르는 말.
EDEN(에덴)과 NEUE(노이에)에서 각각 오리지널로 만들어진 문장기가 존재한다.
이하의 해설은 게임판(원작판)을 기준으로 하여 설명한다.
EDEN 문장기(일명 GA 시리즈)
1번기 럭키 스타
2번기 쿵푸 파이터
3번기 트릭 마스터
4번기 해피 트리거
5번기 하베스터
6번기 샤프 슈터
7번기 No name
NEUE 문장기(일명 RA 시리즈)
1번기 크로스 캘리버
2번기 이글 게이저
3번기 퍼스트 에이더
4번기 스펠 캐스터
5번기 렐릭 레이다
6번기 파피용 체이서
특히 EDEN의 7번기는 크로노 브레이크 캐논으로 무장하여 최강의 화력과 기동성, 방어력을 보유하고 있다.
부무장은 별 볼일 없는 것처럼 묘사되지만, Eternal Loves에서 제일 상대하기 까다로웠던 적임을 상기해보면 그 별 볼일 없다는 시점은 EDEN 쪽의 시각임이 틀림 없으리라.
GA의 문장기는 샤토얀의 호위를 맡는 친위대격인 문 엔젤대에게 샤토얀이 하사한것
RA의 문장기의 2번기인 이글 게이저와 6번기 파피용 체이서는 파일럿이 개인적으로 소유하고 있는 것이다.

## 문장기 모함(Emblem Frame Mother Ship)
엘 시올(EL - CIOL)
사령관 : 루프트 바이첸 -> 택트 메이어즈(갤럭시 엔젤)
함장 : 레스터 쿠르데러즈(갤럭시 엔젤II)
부관 : 레스터 쿠르데러즈(갤럭시 엔젤) -> 불명(갤럭시 엔젤II)
게임/소설판 갤럭시 엔젤에서 문 엔젤대 GA 시리즈 문장기의 기함으로 활약하는 항공모함.
로스트 테크놀로지의 결집체나 다름없는 함선으로 하얀 달 방어부대의 핵심 전력.
주포에 해당하는 크로노 브레이크 캐논은 탈착이 가능하다.
룩 시올(LUX - CIOL)
사령관 : 택트 메이어즈(갤럭시 엔젤II)
함장 : 택트 메이어즈(갤럭시 엔젤 II)
갤럭시 엔젤 II에서 룬 엔젤대 문장기의 기함으로 EDEN과 트랜스벌의 기술을 결집하여 건조한 신예전함.
GA 시리즈 문장기의 급파/보급 지원을 컨셉으로 항공모함으로서 건조 되었던 엘 시올과는 달리
강력한 화력을 보유하여 자력으로도 전투가 가능하며 RA 시리즈 문장기는 호위 전투기라는 컨셉으로 개발되었다.
크로노 브레이크 캐논을 두기까지 장비가 가능하며 엘 시올과 마찬가지로 탈착이 가능.

## 게임

### 갤럭시 엔젤
황태자 에오니아가 갑작스럽게 쿠데타를 일으켰다.
쿠데타 군으로부터 황족최후의 생존자 시바 왕자를 보호하기 위해 도망친 엘 시올(EL - CIOL)과 문 엔젤대.
그녀들의 지휘관으로서 임명된 신임사령관 택트 메이어즈는 커다란 전란속에 휘말리게 된다.
주제가
- 오프닝 테마：〈Eternal Love　～光の天使より～〉

（歌: 飯島真理　作詞: 森ユキ　作曲・編曲: 坂本裕介）
- 엔딩 테마：〈天使たちの休息〉

（歌: 飯島真理　作詞・作曲: 飯島真理　編曲: 坂本裕介）

## 애니메이션
- 1기 : 2001년 4월 7일 ~ 9월 (전 24화(+미방영 2화)) - 애니맥스 방영.
- 2기 : 2002년 2월 3일 ~ 3월 (전 18화(+미방영 1화)) - 테레비오사카 방영.
- 3기 : 2002년 10월 6일 ~ 2003년 3월 (전 51화(+미방영 2화)) - 테레비오사카 방영.
- 3기 SP : 2003년 12월 21일 (전 2화) - 테레비오사카 방영.
- 4기 : 2004년 7월 7일 ~ 9월 (전 26화) - 테레비오사카 방영.
- 5기 : 2006년 10월 1일 ~ 12월 24일 (전 13화) - 테레비도쿄 계열 방영.